# Amor platónico

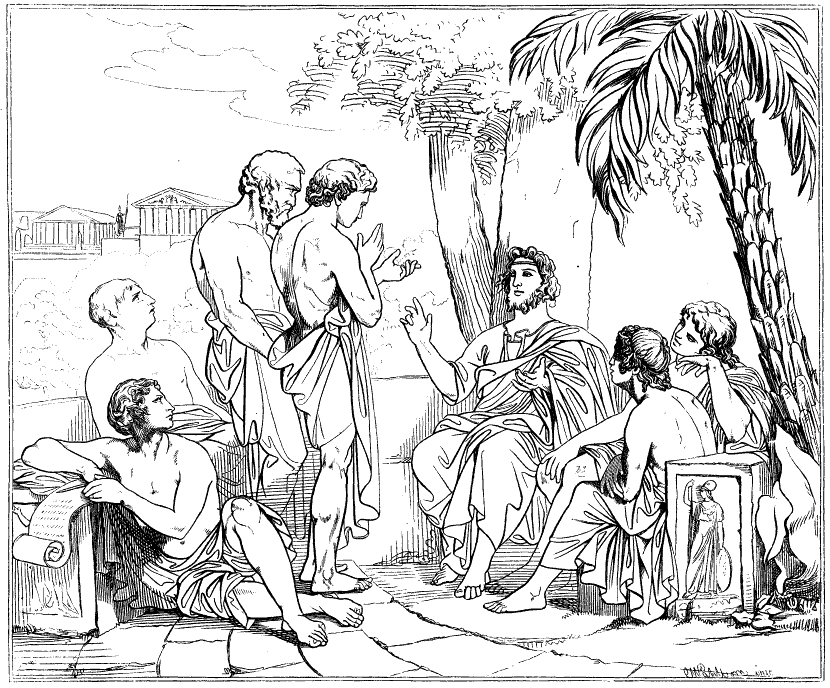
Platón y sus discípulos

El amor platónico es la concepción filosófica de un amor sin lazos sexuales ni románticos que fue propuesto por el filósofo griego Platón. Esta idea fue expuesta en sus diálogos conocidos como El banquete.
En el uso moderno, el término «amor platónico» tiene un significado y connotaciones que tienen poco o nada que ver con el concepto original de Platón. El amor no correspondido no refleja la concepción platónica del amor basado en la virtud.

## Concepto
Platón, tal y como se nos muestra en el discurso de Sócrates, cree que el amor no puede ser un dios, sino un intermediario; es la motivación o impulso que nos lleva a intentar conocer y contemplar la belleza en sí, además de ser un amor que busca trascender barreras, obviar completamente elementos sexuales y ser un amor que orienta hacia esa esencia de la belleza. Esta orientación se produce en un proceso gradual que comienza con la apreciación de la apariencia de la belleza en una persona (por ejemplo, la belleza puramente física), continúa con la belleza física en general, y luego avanza hacia la apreciación de la belleza espiritual (la del carácter, la del alma), la de la belleza de las leyes y las costumbres en la sociedad, la que se encuentra en las artes y las ciencias, etc. Todos estos pasos deben finalmente superarse hasta alcanzar el punto culmen del proceso: el conocimiento apasionado, puro, y desinteresado, de la esencia de la Belleza misma, que se mantiene incorruptible y siempre igual a sí misma, el conocimiento de la idea de la Belleza en cuanto es lo único que es bello en sí mismo y por sí mismo, y en cuanto aquello que es causa de que todo lo bello sea bello.
Este al ser comprendido como un amor ideal, puede estar estableciendo una conexión con el mundo de las ideas (un mundo en donde todo era perfecto y el mundo real es una copia de este) planteado también por este filósofo,  al ser un amor perfecto existirá allí pero no en el mundo real.  Es por eso que esta "idealidad" del amor platónico no está refiriéndose a tener un amor inalcanzable, sino en amar las formas o ideas eternas, inteligibles, y perfectas. 
Fragmento de El banquete de Platón:

A continuación, debe considerar más valiosa la belleza de las almas que la del cuerpo, de suerte que si alguien es virtuoso del alma, aunque tenga un escaso esplendor, séale suficiente para amarle, cuidarle, engendrar y buscar razonamientos tales que hagan mejores a los jóvenes, para que sea obligado, una vez más, a contemplar la belleza que reside en las normas de conducta y a reconocer que todo lo bello está emparentado consigo mismo, y considere de esta forma la belleza del cuerpo como algo insignificante.

El concepto moderno de amor platónico fue desarrollado en las investigaciones que Marsilio Ficino llevó a cabo al sintetizar el platonismo en la época Renacentista, por orden de Cósimo de Médici, gobernante de Florencia. «Su 'neoplatonismo' se basó en dos ideas fundamentales: la jerarquía neoplatónica de las sustancias y la teoría del amor espiritual. La primera postulaba la idea de una jerarquía de las sustancias, o de una gran cadena de seres, desde la forma más baja de la materia física (las plantas), hasta el más puro espíritu (Demiurgo, el dios de Platón), en la cual los humanos ocupaban una posición central o intermedia. Eran el vínculo entre el mundo material y el mundo espiritual, y su supremo deber era ascender hacia la unión con el Demiurgo, la cual, constituía el verdadero fin de la existencia humana. La teoría de Ficino respecto al amor platónico, o espiritual, afirmaba que, al igual que la gente está unida en su común humanidad gracias al amor, de esa misma forma todas las partes del universo se mantienen unidas por los lazos del amor compasivo» (Spielvogel, 2003). Lo anterior, basándose en los Diálogos platónicos. Para Ficino, el amor platónico era un amor centrado en la belleza del carácter y en la inteligencia de una persona y no en su apariencia física. No obstante, es un amor únicamente presente en el mundo de las Ideas, donde se considera perfecto e incorruptible. Según Platón, en la realidad no es posible alcanzar la pureza de este sentimiento.
La expresión es utilizada por primera vez en 1636 en la obra de teatro "The Platonick Lovers" de William Davenant, donde el poeta inglés se refiere al amor al del Simposio o banquete de Platón; donde el amor es visto como la raíz de todas las virtudes y de la verdad.
Fragmento de la encíclica Deus Caritas Est del papa Benedicto XVI:

Los antiguos griegos dieron el nombre de eros al amor entre hombre y mujer, que no nace del pensamiento o la voluntad, sino que en cierto sentido se impone al ser humano. Digamos de antemano que el Antiguo Testamento griego usa solo dos veces la palabra eros, mientras que el Nuevo Testamento nunca la emplea: de los tres términos griegos relativos al amor —eros, philia (amor de amistad) y agapé.

## Controversia acerca de Platón
A pesar de que el concepto de amor platónico proviene o tiene sus orígenes en el pensamiento de Platón, en la actualidad se han
creado diferentes argumentos para decir que este gran pensador griego no practicaba un amor espiritual o de abstinencia.
Platón (428/427-348/347 aC) nunca defendió un amor espiritual sin sexo, afirma el historiador Jay Kennedy en su libro.[cita requerida]  Más bien, abogó por un camino medio.
La moral significaba para él la contención. Es por esto que este concepto de amor propuesto por el filósofo se ha entendido como espiritual, pero no es así, ya que este concepto al encontrarse en un punto intermedio, su objetivo, siguiendo su moral, es evitar la promiscuidad y a su vez la abstinencia.